# Dhanauha
Dhanauha là một thị trấn thống kê (census town) của quận Jaunpur thuộc bang Uttar Pradesh, Ấn Độ.

## Nhân khẩu
Theo điều tra dân số năm 2001 của Ấn Độ, Dhanauha có dân số 6213 người. Phái nam chiếm 53% tổng số dân và phái nữ chiếm 47%. Dhanauha có tỷ lệ 58% biết đọc biết viết, thấp hơn tỷ lệ trung bình toàn quốc là 59,5%: tỷ lệ cho phái nam là 69%, và tỷ lệ cho phái nữ là 46%. Tại Dhanauha, 17% dân số nhỏ hơn 6 tuổi.